# Pedro Fontova Norte
Pedro Fontova Norte o simplemente Pedro Fontova es un barrio residencial ubicado en el sector poniente de la comuna de Huechuraba, al norte de Santiago, el cual ha tenido una reciente urbanización y ha sido habitada por gente de clase media-alta y alta.

## Ubicación
El sector de Pedro Fontova Norte se encuentra ubicado en la comuna de Huechuraba, específicamente en el sector poniente, el cual limita con las comunas de Conchalí y Colina, en concreto con el sector de Chicureo.
Sus límites geográficos son al norte con el cordón de cerros colindante a Chicureo y el cerro La Región, al oeste con la Villa Los Libertadores, al este con el cerro Punta Mocha, al sureste con el Parque Industrial El Rosal y al sur con Av. Américo Vespucio Norte, la cual separa, tanto a la comuna de Huechuraba de Conchalí, como a la Avenida Pedro Fontova, la que se separa en el sector perteneciente a Conchalí o Pedro Fontova Sur y en la parte de Huechuraba o Pedro Fontova Norte.

## Urbanismo
El sector ha experimentado un constante crecimiento y desarrollo tanto inmobiliario como comercial, lo que ha permitido una buena calidad de vida en esa zona del sector poniente de la comuna. 

### Calles
Dentro del barrio existen dos villas, una es la Villa Esperanza ubicada en Pedro Fontova con esquina El Sauce y la otra es la Villa Valle Verde, ubicada en Avenida El Sauce la cual consta de 2 calles separadas por un gran bandejón central en el que hay plazas y juegos.
El barrio posee diversas calles siendo las principales:
- Pedro Fontova
- Guanaco Norte
- El Sauce
- Santa Elena
- Berta Correa
- Los Fresnos
- Santa Marta de Huechuraba
- Santa Rosa de Huechuraba
- El carmen

Y también podría considerarse la Avenida Los Libertadores la cual limita con la Villa Los Libertadores.

### Comercio
Pedro Fontova Norte ha experimentado un exponencial crecimiento en cuanto al comercio contando con varios strip center y restaurantes, además gracias a su ubicación tiene un fácil acceso al Mall Plaza Norte. También se encuentra el Movicenter, la ciudad del automóvil, a la entrada del barrio, uno de los lugares más populares para comprar automóviles en Santiago.
El 15 de enero de 2023 empezó a funcionar la primera feria libre del sector, ubicada en Calle Nueva entre Santa Marta y Los Libertadores instalándose una vez por semana, siendo un apoyo para los emprendedores y feriantes del sector.
El barrio posee además cuatro supermercados de fácil acceso los cuales son Santa Isabel, Tottus, Unimarc y Express de Líder.

## Educación
El sector cuenta con seis colegios en total, todos privados y algunos laicos mientras otros son católicos. La lista de colegios es la siguiente:
- Colegio Montahue.
- Colegio Pumahue Huechuraba.
- Colegio San Francisco Javier de Huechuraba.
- Colegio Saint Joseph School de Huechuraba.
- Grace College.
- Lincoln College Huechuraba.

## Conectividad y transporte
El sector cuenta con diversas salidas, la principal es Av. Pedro Fontova, la cual lleva a la intersección con el autopista Américo Vespucio, saliendo así de la comuna. Otra de las salidas principales es por Av. Los Libertadores, que se ubica por el lado oeste del Mall Plaza Norte, que además, es el límite del barrio. Además el sector cuenta con tres principales entradas, siendo la de mayor concurrencia Av. Pedro Fontova, las otras son Av. Los Libertadores, Guanaco Norte, y por último, Santa rosa de Huechuraba.
Recientemente ha sido habilitada la calle Santa Elena Sur, que intercepta con El Guanaco Norte, generando una conexión interna dentro de la comuna, permitiendo la movilidad desde el sector de Pedro Fontova hasta Ciudad Empresarial, en el sector oriente de la comuna.   
En cuanto a transporte público el sector es transitado por los siguientes recorridos de la Red Metropolitana de Movilidad:
- B08
- B16
- B36
- 264n (Recorrido nocturno)
- B05
- B10